# Gabriel Sionite
Gabriel Sionite ou Sionita (de son vrai nom arabe Jibrā'īl aṣ-Ṣahyūnī), né en 1577 à Ehden, dans le nord du Liban, mort en 1648 à Paris, est un savant maronite, professeur d'arabe, célèbre pour la part qu'il prit à l'édition de la Bible polyglotte (dite Polyglotte de Paris), réalisée sous la direction de Guy Michel Lejay.

## Biographie

### Jeunesse
Il quitta le Liban pour Rome à l'âge de sept ans, en 1584, pour faire des études au Collège maronite que le pape Grégoire XIII fonda cette année-là. Ayant l'arabe pour langue maternelle, il y apprit en plus le latin, le syriaque et quelque peu l'hébreu. Il y eut aussi une formation en théologie et obtint un doctorat, mais ne fut ordonné prêtre qu'en 1622 à Paris. Il fut professeur au Collège de la Sapienza.

### Carrière
En 1614, le diplomate français François Savary de Brèves, savant orientaliste, l'emmena à Paris avec deux autres maronites, Victor Scialac et Jean Hesronite : conjointement avec Jacques-Auguste de Thou (oncle de sa femme Anne de Thou) et le cardinal Duperron, Savary de Brèves avait formé le projet d'éditer à Paris une Bible polyglotte (sur le modèle de la Polyglotte d'Alcalá et de la Polyglotte d'Anvers réalisées au XVIe siècle sous l'égide du roi d'Espagne). Dès son arrivée, Gabriel Sionite fut nommé professeur d'arabe et de syriaque au Collège royal.
Cependant, le projet de Bible polyglotte subit bien des vicissitudes, d'abord du fait de la mort de Jacques-Auguste de Thou en 1617 et du cardinal Duperron en 1618 ; également du fait de la difficulté de se procurer des manuscrits, qui conduisit un moment à restreindre le projet à une Bible bilingue arabe-latin. En 1619, une assemblée du clergé de France, réunie à Blois, vota une allocation de 8 000 livres pour l'entreprise, mais il semble que le versement de cette somme ne se fit pas. Finalement un avocat au Parlement de Paris, Guy Michel Lejay, prit la tête de l'entreprise en 1627 et lui permit d'être menée à bonne fin (l'impression eut lieu entre mars 1628 et octobre 1645).
Dans cette Polyglotte en sept langues (hébreu, samaritain, chaldéen, grec, syriaque, latin et arabe), Gabriel Sionite fut responsable presque entièrement de la recension des versions syriaque et arabe, et de leur traduction partielle en latin. Il eut de nombreux conflits avec l'éditeur Lejay, qui l'accusait de ne pas rendre le travail qui lui était commandé et payé, et la querelle alla à ce point qu'en 1640, soupçonné de vouloir quitter la France, il fut enfermé à Vincennes sur l'ordre du cardinal de Richelieu et ne fut libéré qu'après avoir fourni ce qu'il devait.
Par ailleurs, il traduisit en arabe le catéchisme du cardinal Bellarmin (Rome, 1613), en latin la version arabe du Livre des Psaumes (en collaboration avec Victor Scialac et Jean Hesronite, Paris, 1614). En 1616, il publia le premier volume (consacré à la lecture et l'écriture) d'une Grammaire arabe (jamais continuée). En 1619, il donna sous le titre Geographia Nubiensis une traduction latine d'un abrégé du Livre de Roger d'Al Idrissi, accompagnée d'un petit traité en appendice sur les villes et les coutumes de l'Orient (traité réimprimé seul à Amsterdam en 1625). En 1625, il fit paraître le Livre des Psaumes en version bilingue syriaque-latin. En 1628, il publia la traduction latine de poèmes mystiques syriaques. En 1634, il édita avec traduction latine la « Charte (ahidnâme) de Mahomet », accordée par le prophète, selon la tradition, au monastère Sainte-Catherine du Sinaï (Testamentum et pactiones inter Mohammedem et Christianæ fidei cultores).